# DoubleClick
DoubleClick была основана в 1996 году, и имеет среди своих партнёров крупнейшие сайты — такие, как MySpace, The Wall Street Journal и America Online.
Компания была одним из пионеров интернет-рекламы, и стала одной из немногих компаний, переживших крах «доткомов» 2000—2001 годов. В 2005 году она была куплена двумя фондами прямых инвестиций за 1,1 млрд долларов. В прошлом году компания заработала около 300 млн долларов от рекламных объявлений, показанных на сайтах-партнёрах.
Сегодня DoubleClick является платформой для покупок медийной рекламы на ресурсах Google и множества подключенных к ней SSP.

## Покупка компанией Google
14 апреля 2007 года было достигнуто соглашение о покупке компании DoubleClick корпорацией Google за 3,1 млрд долларов. Это почти в два раза превышает цену, которую компания отдала за предыдущую, самую крупную покупку в её истории — видеохостинга YouTube ($1,65 млрд). С помощью DoubleClick, Google следит за тем, какие сайты посещал человек.

## Крупнейшие сайты-клиенты
- Reuters.com

## Другие компании сектора
- aQuantive
- ValueClick